# Langø
Langø ist eine dänische Insel im Ulvsund zwischen den Inseln Sjælland und Møn. Die Insel hat eine Größe von 127 Hektar und wird von 5 Einwohnern (1. Januar 2023) ständig bewohnt.

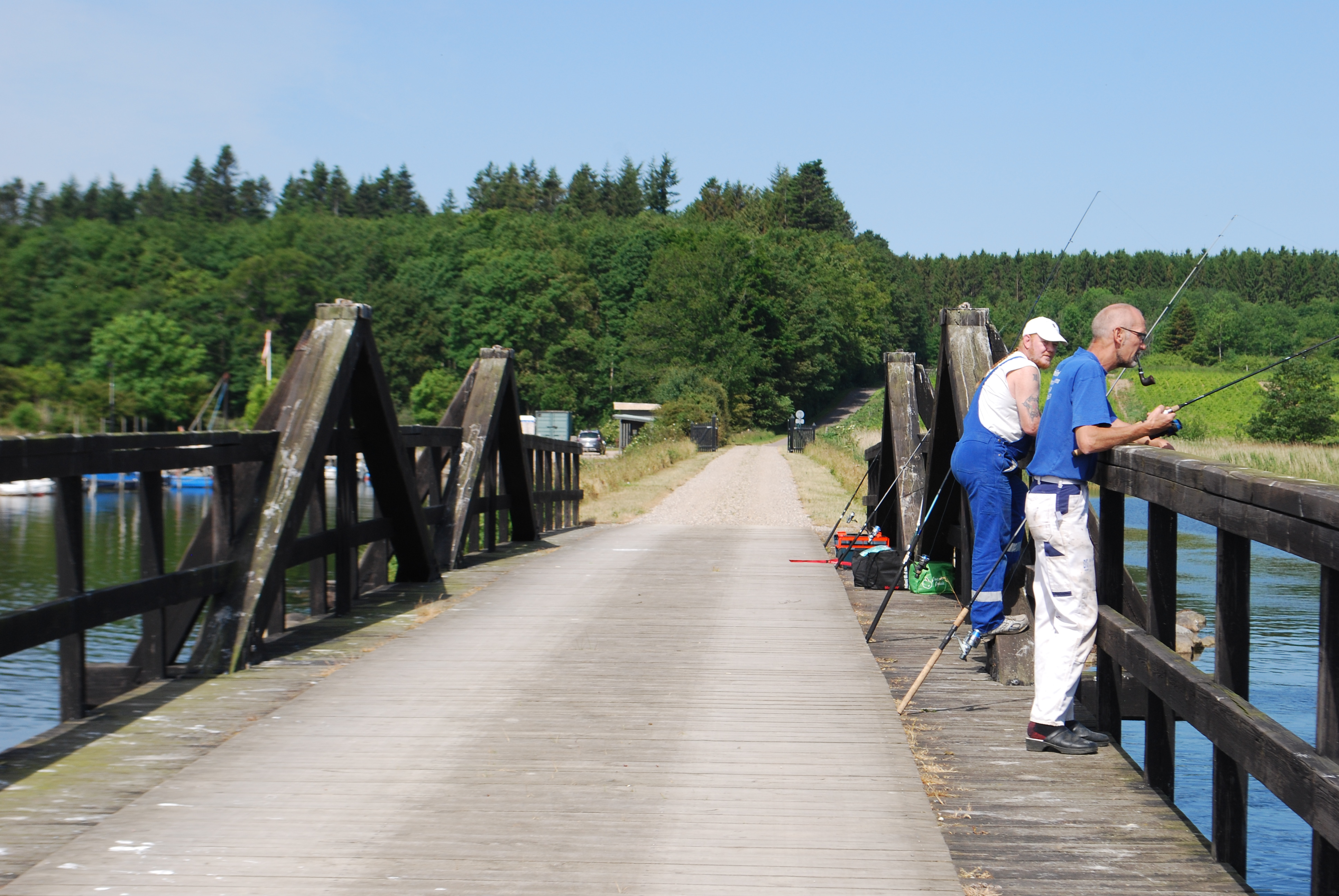
Langø

Die Insel gehört zur Kirchspielsgemeinde Kalvehave Sogn, die bis 1970 zur Harde Bårse Herred im Præstø Amt gehörte, ab 1970 zur Langebæk Kommune im damaligen Storstrøms Amt und seit der Kommunalreform zum 1. Januar 2007 zur neuen Vordingborg Kommune in der Region Sjælland. Die Insel ist über einen Damm mit einer Brücke mit der Insel Sjælland verbunden.
Langø ist auch ein Ort auf Lolland.